# Ermita de la Magdalena (Moncófar)
La ermita de la Magdalena, conocida también como ermita de Santa Magdalena,  ubicada junto a la Avd Port del Grau de Moncófar, a unos 400 metros de la playa, es un lugar de culto católico situado en Moncófar, Plana Baja,  catalogado como Bien de Relevancia Local según la Disposición Adicional Quinta de la Ley 5/2007, de 9 de febrero, de la Generalitat, de modificación de la Ley 4/1998, de 11 de junio, del Patrimonio Cultural Valenciano (DOCV Núm. 5.449 / 13/02/2007), con código 12.06.077-003.

## Descripción histórico artística
La ermita está dedicada a María Magdalena, que es además la patrona de Moncófar, y se ubica en una zona ajardinada a la entrada del poblado marítimo del Grau, en una plaza que se localiza en el cruce del Camí a la Mar con la Avinguda de la Magdalena.
La construcción de la ermita tuvo su origen en el deseo de conmemorar y dar gracias de la llegada de una imagen de María Magdalena en otoño de 1423, procedente de Marsella y traída por mar en un navío que capitaneaba Bernardo de Centelles.
Datada del siglo XVIII, se erigió sobre los restos de una fortificación militar (de los cuales puede contemplarse vestigios de una torre defensiva que en la actualidad forman parte de los muros del templo, dejados sin  enlucir para ser identificados), que también estaba dedicada a María Magdalena, y que se había construido a su vez en el mismo lugar donde hubo una antigua rápita musulmana.
El templo, totalmente exento, externamente es blanco y sencillo,  presentando un atrio previo con tres arcos rebajados de diferente tamaño, extendiéndose la arcada en  los laterales, de manera que  mientras en el lado derecho se da lugar a un porche con poyo corrido, en el lado izquierdo se utiliza el espacio para ubicar la casa del ermitaño.
La cubierta es a dos aguas, rematada con tejas. La fachada presenta un frontón triangular del que parte la espadaña de ladrillo, con hueco en forma de arco de medio punto y en el que se ubica la campana, llamada María, fundida en 1880. La campana se acciona manualmente desde el interior del templo.
Interiormente presenta una gran luminosidad, y planta de nave única y capillas laterales de escasa profundidad, en número de seis y a las que se accede por un gran arco de medio punto. La bóveda central es de cañón.
La ermita necesitó ser reconstruida en 1943, tras la guerra del 36, por parte del Servicio Nacional de Regiones Devastadas y Reparaciones, momento en el que se añade como nuevo elemento la españada. En 1997 se procedió a su reconstrucción, acabándose los trabajos en 1998. Más tarde, en el año 2009 se restauró la campana y el mecanismo de volteo.

## Festividad
Las fiestas de la ermita coinciden con la celebración de Santa María Magdalena, que es el día 22 de julio, pese a lo cual, las fiestas se celebran el día 23, con el traslado de la imagen de la santa de la ermita al Grau, donde un grupo de marineros la adentran en el mar. Luego se lleva a cabo una representación, en verso, de la historia de la llegada de la imagen, pasando finalmente a devolver la mentada imagen de nuevo a su lugar en la ermita.